# Spelthorne
Spelthorne es un distrito no metropolitano con estatus de municipio del condado ceremonial de Surrey (Inglaterra). Tiene una población estimada, a mediados de 2021, de 102 995 habitantes.
Fue constituido el 1 de abril de 1974 bajo la Ley de Gobierno Local de 1972, que disolvió los distritos rurales.

## Geografía
Tiene una superficie de 52 km².

## Demografía
Según el censo de 2021, el 22.9% de los habitantes son menores de 19 años, el 68.1% tienen entre 20 y 74 años, y el 9.0% son mayores de 74 años. La edad media es de 41 años. 
El 78.7% de los habitantes son blancos, el 12.8% son asiáticos, el 3.7% son mestizos, el 2.5% son afrodescendientes y el 2.4% son de otros grupos étnicos.
El 86.6% de los habitantes son británicos, el 2.5% tienen doble nacionalidad y el 10.9% son extranjeros.
El 50.9% de los habitantes son cristianos, el 4.2% son hindúes, el 4.0% son musulmanes, el 0.7% son budistas, el 0.2% son judíos y el 0.5% tienen alguna otra religión. El 31.2% no profesan ninguna religión y el 5.7% no marcaron ninguna opción en el censo.